# Long Way Down (singel)
„Long Way Down” – utwór amerykańskiego zespołu alternatywnego Goo Goo Dolls napisany przez gitarzystę i wokalistę grupy, Johnny’ego Rzeznika. Ukazał się jako ostatni (piąty) singiel promujący przełomowy album grupy z 1995, A Boy Named Goo. Został także włączony do ścieżki dźwiękowej filmu Twister.

## Spis utworów na singlu
1. „Long Way Down” – 3:28
2. „Don’t Change” – (wersja koncertowa)
3. „Name” – (wersja koncertowa)